# Pamlico Sound

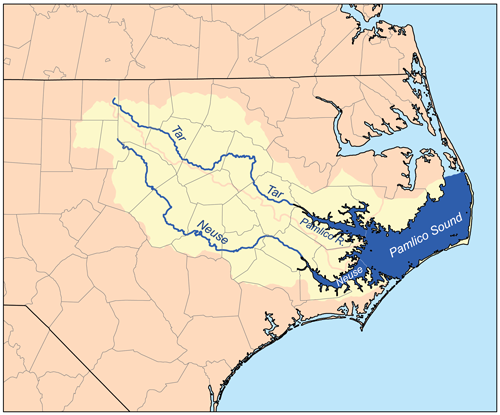
Mapa zatoki

Pamlico Sound – zatoka Oceanu Atlantyckiego, u wschodniego wybrzeża Karoliny Północnej (Stany Zjednoczone). Od otwartego oceanu oddziela ją pasmo wysp barierowych Outer Banks.
Zatoka rozciąga się na długości około 130 km, od wyspy Roanoke na północnym wschodzie do wyspy Cedar na południowym zachodzie i liczy 25–50 km szerokości. Głębokość nie przekracza 8 m.
Do zatoki uchodzą rzeki Neuse i Tar/Pamlico. Na północy Pamlico Sound połączona jest poprzez cieśniny Croatan Sound i Roanoke Sound z zatoką Albemarle Sound.
Zatoka jest miejscem połowu ostryg i krabów błękitnych.